# Rubus maniseesensis
Rubus maniseesensis är en rosväxtart som beskrevs av Liberty Hyde Bailey. Rubus maniseesensis ingår i släktet rubusar, och familjen rosväxter. Inga underarter finns listade i Catalogue of Life.